# جيري جاريت
جيري جاريت (بالإنجليزية: Jerry Jarrett)‏ (من مواليد 4 سبتمبر 1942 في ناشفيل، تينيسي) هو مروج أمريكي ومصارع محترف، وهو والد المصارع جيف جاريت، ومؤسس ومالك سابق لاتحاد توتال نون ستوب أكشن ريسلنغ مع ابنه المذكور. كان جاريت في البداية مروج مصارعة وأصبح مصارع لاحقا واعتزل عام 1988.

## مسيرته
ولد في عائلةٍ فقيرة. مال إلى المصارعة في سن مبكرة جدا، أمه كانت تعمل بائعة تذاكر وجاريت يبيع ويروج لمنظمة يملكها روي ولش وجولاس في سن السابعة، وبعد استلام رخصة القيادة، أصبح مروج مصارعة وبدا باستئجار المباني والإعلانات وبناء الحلبة ويبيع تذاكر سفر وتخزين المرطبات. توقف مؤقتًا عن العمل حتى أنهى دراسته، ثم عمل لصالح ولش وجولاس كمساعد مكتب وحكم افتراضي، لكنه سرعان ما رجع إلى الترويج، وعمل في العروض الإقليمية والمستقلة.
بينما كان يعمل حكمًا قرر جاريت أن يصبح مصارعًا وتدرب على يد صديقه وشريكه المستقبلي توجو ياماموتو، وسايلور موران وكانت أول مباراة له في هايتي عام 1965. أصبح جاريت مصارعًا ناجحًا في الجنوب، خصوصا في موطنه ولاية تينيسي، وشكل فرق مع جاكي فارجو وصديقه ومدربه توجو ياماموتو. أسس فيما بعد اتحاد توتال نون ستوب أكشن ريسلنغ مع ابنه جيف.
في 18 يونيو 2003، ظهر جاريت على التلفاز في مقابلة مع المذيع مايك تيناي في احتفالية الذكرى السنوية الأولى لاتحاد توتال نون ستوب أكشن ريسلنغ. وبسبب السرطان، قرر جاريت أن يتقاعد في عام 2007.

## حياته الشخصية
متزوج من ديبرا ابنة المصارع إيدي مارلين، وأنجب منها 3 أبناء وابنة: جيري الابن وجيف وجيسون وجنيفر.

## روابط خارجية
- جيري جاريت على موقع IMDb (الإنجليزية)
- جيري جاريت على موقع قاعدة بيانات الفيلم (الإنجليزية)
- جيري جاريت على موقع CageMatch worker (الإنجليزية)
- جيري جاريت على موقع قاعدة بيانات المصارعة على الإنترنت (الإنجليزية)